# Ad beatissimi Apostolorum

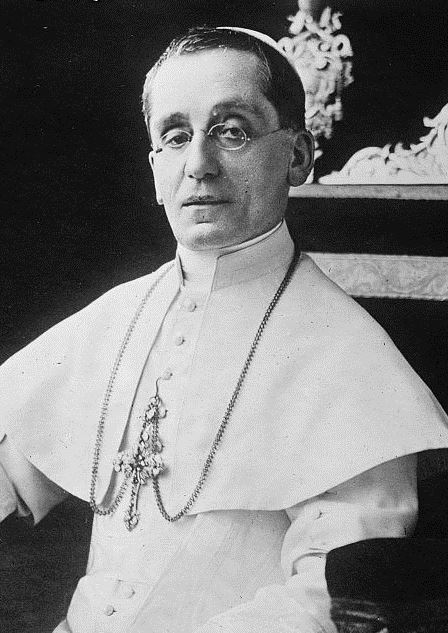
Papa Bento XV

Ad beatissimi Apostolorum é uma encíclica do Papa Bento XV dada em São Pedro, Roma, na Festa de Todos os Santos, em 1 de novembro de 1914, no primeiro ano de seu pontificado. A primeira encíclica escrita pelo Papa Bento XV coincidiu com o início da Primeira Guerra Mundial, que ele chamou de "o suicídio da Europa civilizada".

## Contexto
Bento havia estudado na Pontifícia Academia Eclesiástica de Roma e passou grande parte de sua carreira no corpo diplomático e na Secretaria de Estado. Bento foi eleito papa em 3 de setembro de 1914. O próprio conclave foi dividido, não apenas politicamente, mas os cardeais vêem como abordar a questão do modernismo. Logo após ser eleito, o papa "implorou aos reis e governantes que considerassem as inundações de lágrimas e sangue já derramadas, e se apressassem em restaurar às nações as bênçãos da paz".
Ao manter a neutralidade e se recusar a condenar os dois lados, "ele foi condenado pelos Aliados como papa alemão e pelas Potências Centrais como papa francês".

## Conteúdo
O Papa descreveu os combatentes como as maiores e mais ricas nações do mundo, afirmando que "eles são bem equipados com as armas mais terríveis que a ciência militar moderna inventou e se esforçam para destruir uns aos outros com refinamentos de horror". Não há limite para a medida da ruína e do abate; dia após dia, a terra é encharcada de sangue recém derramado e coberta com os corpos dos feridos e dos mortos." À luz do massacre sem sentido, o papa implorou por "paz na terra aos homens de boa vontade" (Lucas 2:14), insistindo que existem outras maneiras e meios pelos quais os direitos violados podem ser retificados.
Bento viu a guerra como sintomática de males muito maiores que permeiam a sociedade. Ele viu a origem do mal negligenciando os preceitos e práticas da sabedoria cristã, particularmente a falta de amor e compaixão. Ele viu o materialismo, o nacionalismo, o racismo e a guerra de classes como característica da época.
"Assim, vemos a ausência da relação dos homens de amor mútuo com seus semelhantes; a autoridade dos governantes é desprezada; a injustiça reina nas relações entre as classes da sociedade; a luta por coisas transitórias e perecíveis é tão intensa, que os homens perderam de vista os outros bens mais dignos que precisam obter".
"Talvez nunca tenha havido mais conversas sobre a irmandade dos homens do que existe hoje. Mas, na realidade, nunca houve menos atividades fraternais entre os homens do que no momento atual. O ódio racial atingiu seu clímax; os povos estão mais divididos por ciúmes do que por fronteiras; dentro de uma mesma nação, dentro da mesma cidade, enfurece a inveja ardente da classe contra classe; e entre os indivíduos é o amor próprio que é a lei suprema que anula tudo".
Em dezembro de 1914, Bento tentou convencer as partes a observar uma trégua de Natal, "que as armas podem silenciar pelo menos na noite em que os anjos cantaram". Embora ignorados, houve tréguas informais e não autorizadas ao longo de partes da linha de frente.